# Club Deportivo Broncos
El Club Deportivo Broncos es un equipo de fútbol de Honduras que juega en la Liga Mauricio Arias Williams perteneciente a la Liga Mayor de Honduras.

## Historia
Fue fundado en el año 1972 en la ciudad de Choluteca tras adquirir la franquicia del CD Verdún, el cual a su vez había adquirido la franquicia del CD Atlético Español un año antes.
Su historia fue constante en la Liga Nacional de Fútbol de Honduras, de la cual nunca descendieron y clasificaron en 5 ocasiones a la fase final por el campeonato nacional, aunque nunca pasaron del cuarto lugar, disputando más de 100 partidos en la máxima categoría del fútbol hondureño.
Debido a problemas financieros, el club decidió fusionarse con el Pumas UNAH al finalizar la temporada 1981-82, pasando a llamarse Broncos de la UNAH.

## Palmarés
- Copa Fraternidad Centroamericana: 1 (1980)